# Ganymède (comics)
Pour les articles homonymes, voir Ganymède (homonymie).
Ganymède est une super-héroïne appartenant à l'univers de Marvel Comics. Créé par le scénariste Ron Marz et le dessinateur Ron Lim, le personnage de fiction apparaît pour la première fois dans le comic book Silver Surfer vol.3 #80 en 1993.

## Biographie du personnage
La femme surnommée Ganymède est la dernière survivante d'une race de guerrières vouées à la destruction du super-vilain Tyrant. Son culte réussit à le vaincre dans le passé, grâce à Galactus. Les Sœurs se mirent alors en repos artificiel. Après un siècle de cryo-sommeil sur une lune, elle se réveille pour découvrir que seule sa cryochambre, là où il fait froid, fonctionne encore, et que les serviteurs de son ennemi juré capturent des êtres de grands pouvoir à travers le cosmos. Prenant le Silver Surfer pour l'un d'eux, elle l'attaque et ils s'affrontent jusqu'à ce que les serviteurs de Tyrant ne les capturent.
Ganymède et les autres prisonniers (dont le Valet de Cœur, Terrax, Morg, et Gladiator) s'échappent de leurs cellules et attaquent à leur tour Tyrant, sans succès. Galactus arrive et achève le combat.
Ganymède suit le Valet de Cœur et ils deviennent amants, vivant quelques aventures ensemble jusqu'à ce qu'une autre survivante de son culte ne la convainc à quitter son compagnon pour reprendre la traque de Tirant.

## Pouvoirs, capacités et équipement
- Ganymède est une alien humanoïde dont les caractéristiques physiques dépassent de loin le plus fort des êtres humains. Sa force lui permet de soulever plusieurs tonnes, et sa rapidité et son agilité dépassent le niveau du meilleur athlète olympique.
- Elle peut survivre dans le froid glacial de l'espace sans combinaison.
- C'est une guerrière de premier ordre. Au combat, elle utilise un grand bâton. En se concentrant, elle peut émettre de cette arme de puissantes rafales.
- Elle utilise une ceinture spéciale pour trouver son chemin et se diriger dans l'espace, à très haute vitesse.